# شیارشفیرگان
شیارشفیرگان (نام علمی: Bucculatricidae) نام یک تیره از بالاخانواده برگ‌ساب‌واران است.